# Jakub Knoll
Jakub Knoll (ur. 14 stycznia 1991 w Berounie) – czeski kierowca wyścigowy.

## Kariera
Knoll rozpoczął karierę w wyścigach samochodowych w 2007 roku od startów w Szwajcarskiej Formule Renault. Z dorobkiem czterech punktów uplasował się tam na 30 pozycji w klasyfikacji generalnej. W późniejszych latach pojawiał się także w stawce Północnoeuropejskiego Pucharu Formuły Renault 2.0, Europejskiego Pucharu Formuły Renault 2.0, Lamborghini Super Trofeo, FIA GT3 European Championship oraz Mégane Trophy Eurocup.

## Statystyki
| Sezon | Seria                                         | Zespół                 | Wyścigi | Zwycięstwa | PP | NO | Podium | Punkty | Pozycja |
| ----- | --------------------------------------------- | ---------------------- | ------- | ---------- | -- | -- | ------ | ------ | ------- |
| 2007  | Szwajcarska Formuła Renault                   | Bossy Racing Team      | 12      | 0          | 0  | 0  | 0      | 4      | 30      |
| 2008  | Północnoeuropejski Puchar Formuły Renault 2.0 | Krenek Motorsport      | 16      | 0          | 0  | 0  | 0      | 31     | 27      |
| 2008  | Europejski Puchar Formuły Renault 2.0         | Krenek Motorsport      | 2       | 0          | 0  | 0  | 0      | 0      | NS      |
| 2009  | Północnoeuropejski Puchar Formuły Renault 2.0 | Krenek Motorsport      | 4       | 0          | 0  | 0  | 0      | 20     | 26      |
| 2009  | Europejski Puchar Formuły Renault 2.0         | Krenek Motorsport      | 14      | 0          | 0  | 0  | 0      | 0      | NS      |
| 2010  | Północnoeuropejski Puchar Formuły Renault 2.0 | Krenek Motorsport      | 5       | 0          | 0  | 0  | 0      | 53     | 19      |
| 2010  | Europejski Puchar Formuły Renault 2.0         | Krenek Motorsport      | 14      | 0          | 0  | 0  | 0      | 2      | 23      |
| 2011  | FIA GT3 European Championship                 | Gravity-Charouz Racing | 6       | 0          | 0  | 0  | 0      | 1      | 38      |
| 2011  | Lamborghini Super Trofeo – Pro-Am             |                        |         |            |    |    |        | 64     | 11      |
| 2012  | Mégane Trophy Eurocup                         | Algarve Pro Racing     | 2       | 0          | 0  | 0  | 0      | 4      | 21      |
| 2013  | Mégane Trophy Eurocup                         | Charouz Racing         | 11      | 0          | 0  | 0  | 0      | 6      | 16      |